# Shivraj Patil
Pour les articles homonymes, voir Patil.
Shivraj Patil est un homme politique indien née le 12 octobre 1935 dans le district de Maharashtra. Il est membre du Parti du Congrès. Il a été ministre de l'Intérieur du 29 mai 2004 jusqu'à sa démission, le 30 novembre 2008, à la suite des attaques islamiques de Bombay.
Il occupe sous le gouvernement d'Indira Gandhi, plusieurs postes ministériels, celui de ministre d'État chargé de la Défense de 1980 à 1982, puis celui de ministre du Commerce de 1982 à 1983 pour terminer avec le ministère des Sciences et de la Technologie de 1983 à 1984.
Sous Rajiv Gandhi entre 1984 et 1989, il est notamment ministre de l'Aviation civile et du Tourisme.

## Sources
1. ↑  Le Monde avec AFP et Reuters, « Après les attentats, l'Inde renforce son dispositif sécuritaire », Le Monde,‎ 30 novembre 2008 (lire en ligne).